# Fiat Stilo
El Fiat Stilo es un automóvil del segmento C producido por el fabricante de automóviles italiano Fiat. Codificado internamente como Proyecto 192, estrenó una plataforma enteramente nueva, la C2, sustituyendo a los Fiat Bravo, Brava y Marea, siendo producido en la planta de Fiat Cassino después de grandes inversiones en ésta. Se presentó en el Salón del Automóvil de Ginebra en julio de 2001 bajo el lema "Pensare Avanti", contando inicialmente con un amplio equipamiento de serie para toda la gama, inédito en muchos casos en su segmento.
En España su comercialización comenzó el 5 de agosto de 2001. Coincidiendo con este lanzamiento Fiat aumenta su garantía en todos los vehículos del grupo en dos años.
El Stilo quedó en tercer lugar en los premios Coche Europeo del Año 2002, detrás del Peugeot 307 y el Renault Laguna.

## Carrocerías
- Véase también: Anexo:Plataformas de Fiat Group Automobiles

El Stilo se comenzó a comercializar en carrocerías hatchback con 2 variantes de tres y cinco puertas, después le llegaría la variante familiar. 
Las diferencias entre ambos son mayores que lo habitual:

### Tres puertas
El tres puertas es más corto y más inclinado por detrás que el de cinco puertas, por lo que le da mayor sensación de deportividad.

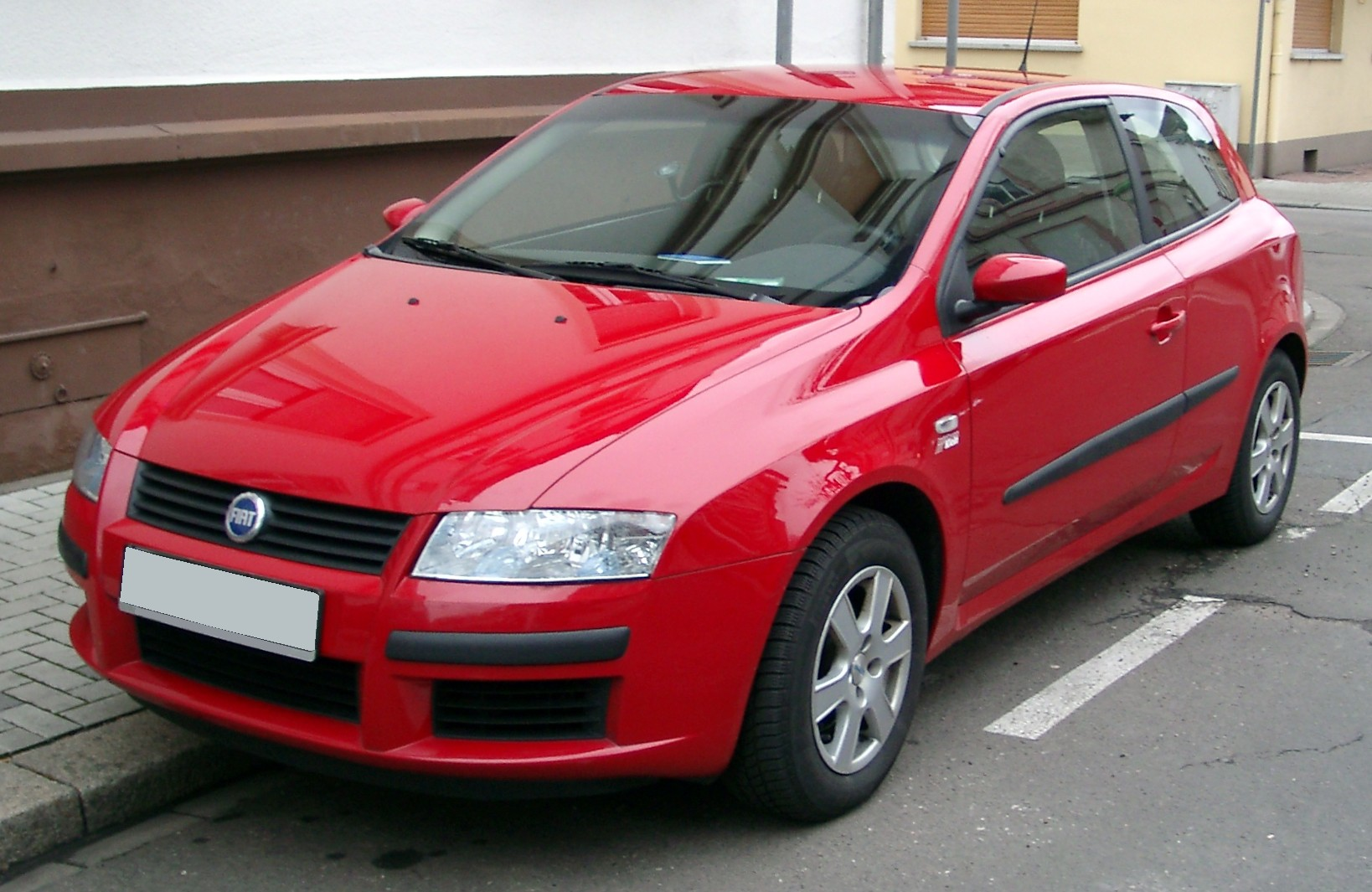
En rojo
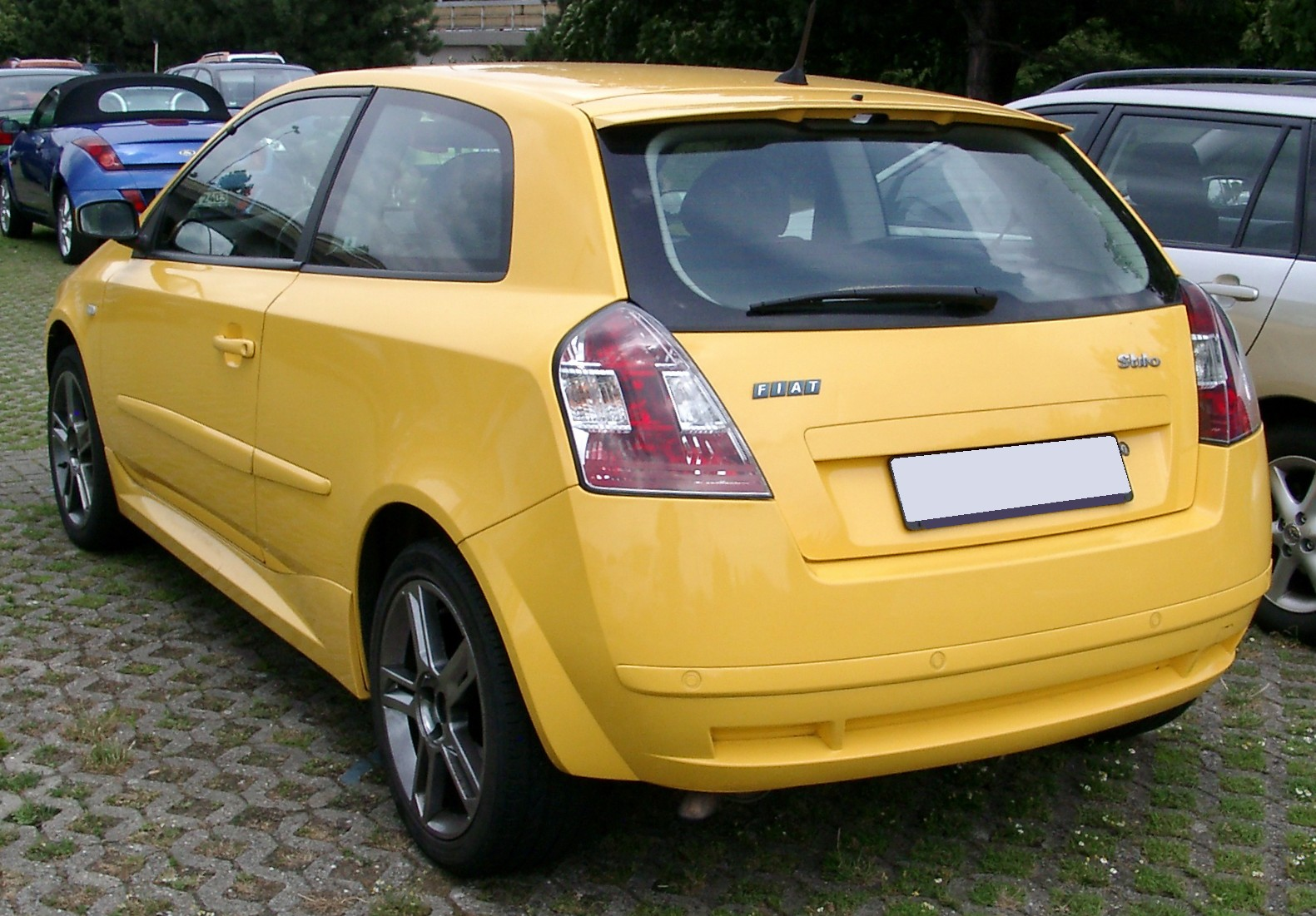
Vista trasera

### Cinco puertas
El cinco puertas es más tradicional en el exterior y más versátil en el interior. El sustituto del Stilo cinco puertas se llama de nuevo Fiat Bravo y se presentó en el salón de Ginebra de 2007. El 19 de abril de ese mismo año comenzó su comercialización en España.

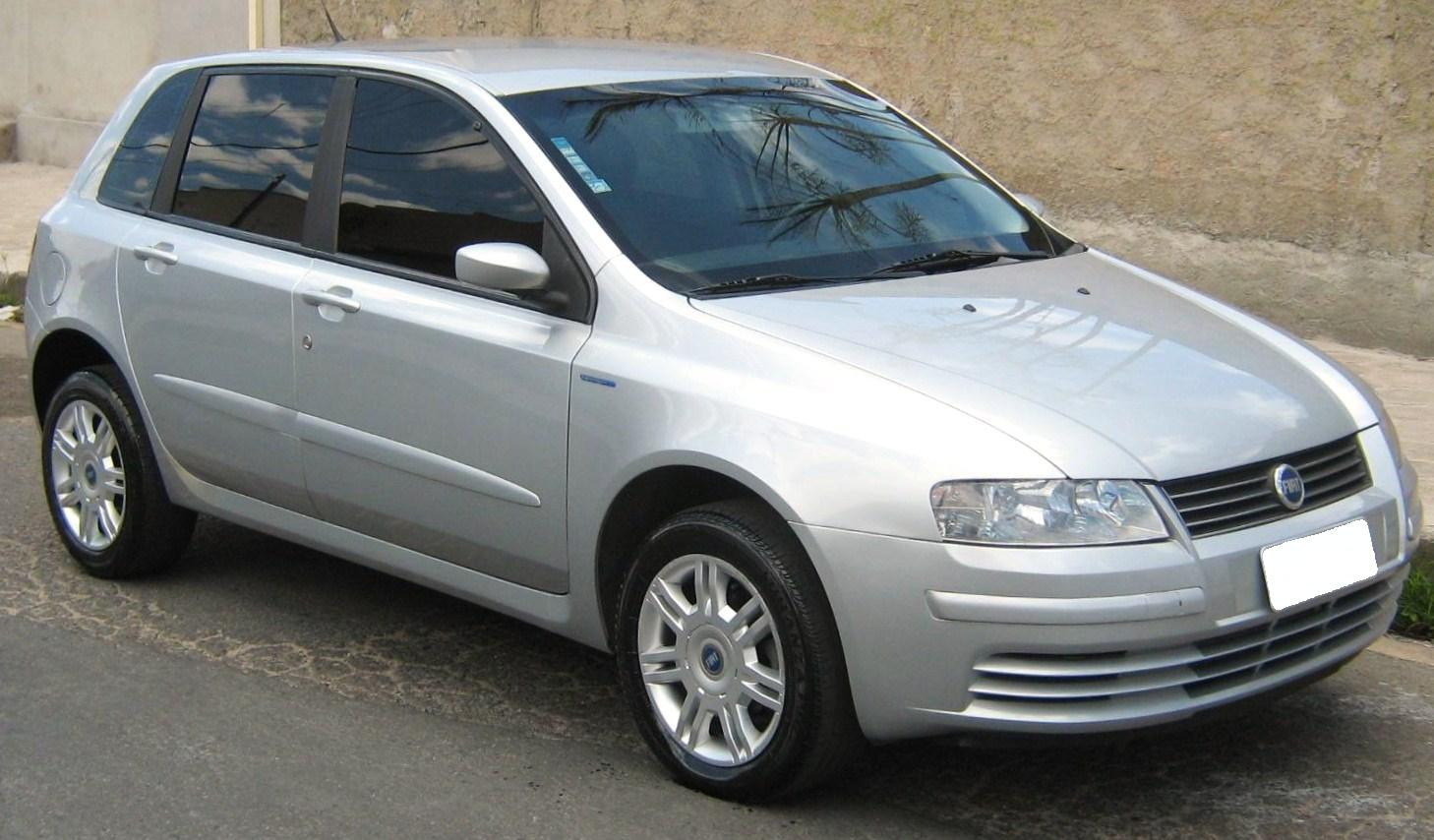
Fiat Stilo 5 puertas
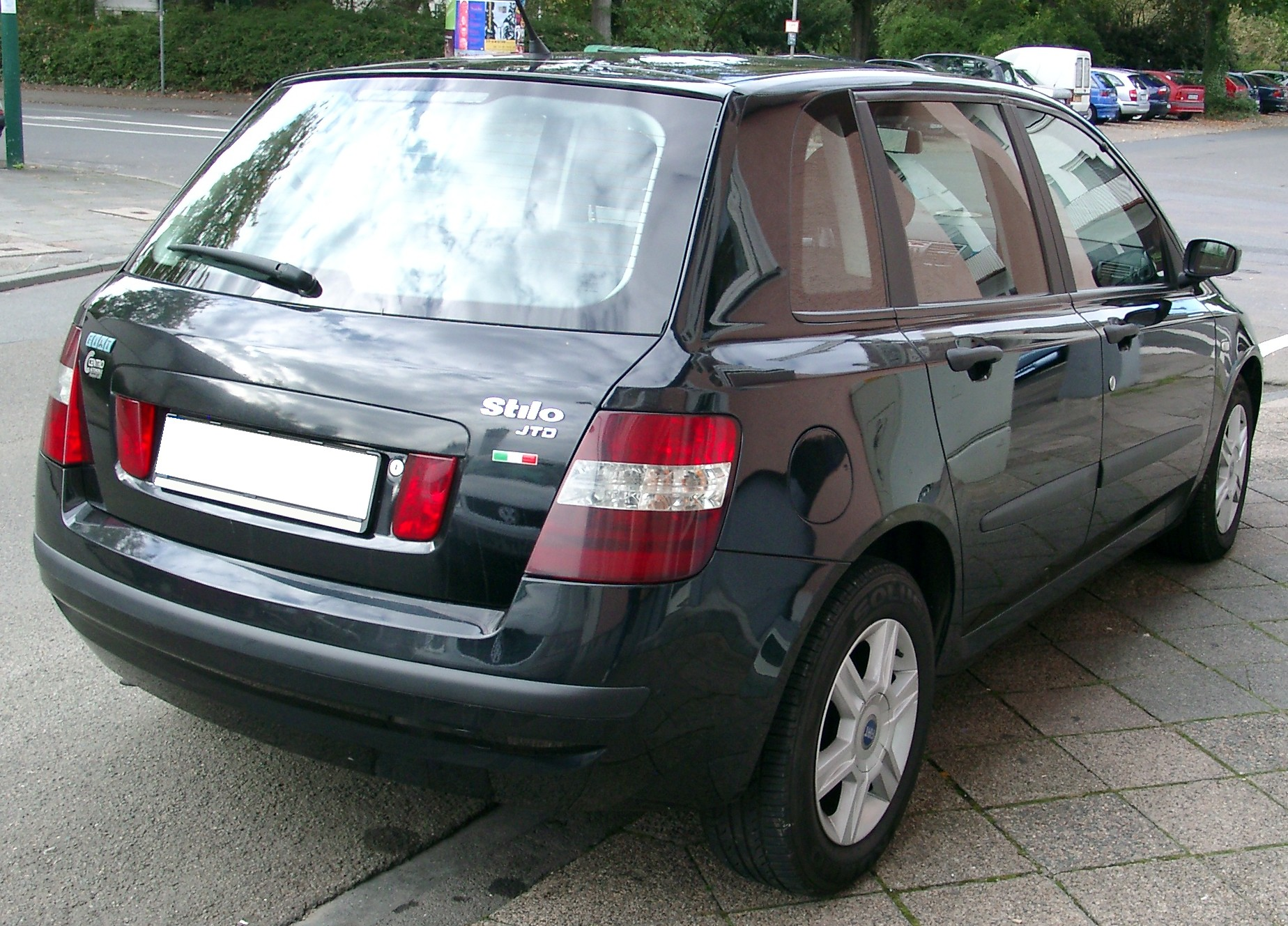
Fiat Stilo 5 puertas donde se nota mas el cambio son las ópticas traseras

### Multiwagon
En noviembre de 2002 se agregó a la gama del Stilo una carrocería familiar de cinco puertas, denominada comercialmente "Multiwagon" y cuya altura de 1570 mm está a mitad de camino entre un automóvil de turismo y un monovolumen. Estaba disponible también con carrocería campera denominado Fiat Stilo Uproad. 

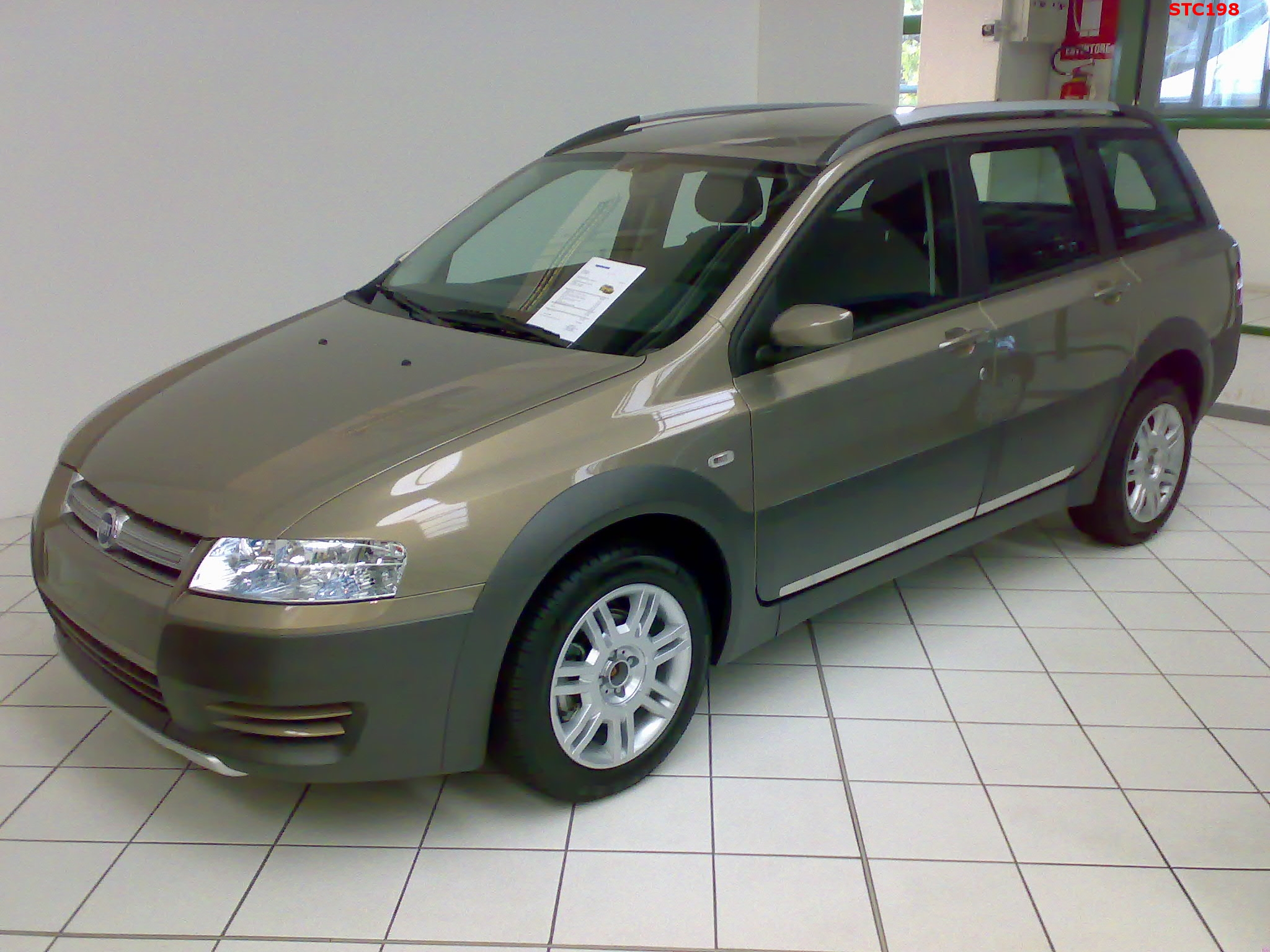
Fiat Stilo Multiwagon Uproad
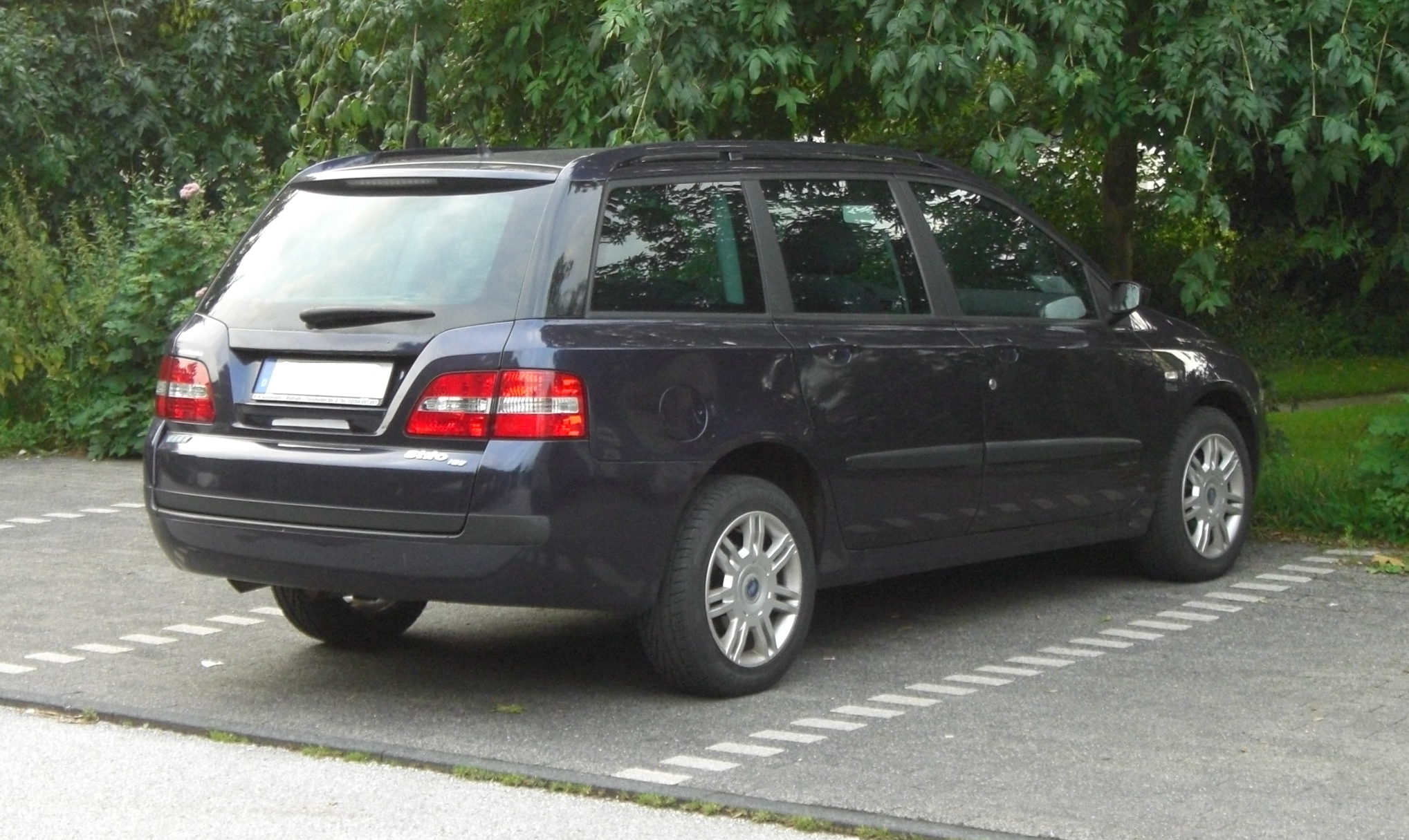
Fiat Stilo Multiwagon vista posterior

La suspensión delantera del Fiat Stilo es de tipo McPherson, detrás ruedas tiradas unidas por un eje torsional. En todas las versiones posee cuatro discos de freno, repartidor electrónico de la frenada y antibloqueo ABS.

## Motorizaciones y cajas de cambio
- Véase también: Motores Fiat Group Automobiles

El Fiat Stilo apareció con diferentes motorizaciones, diésel y gasolina, desde los 80 CV de la versión más modesta hasta los 170 CV de la versión Abarth con cambio Selespeed.
A finales de 2003 el Stilo recibió algunos cambios estéticos y se agregaron dos motorizaciones, un gasolina de 1.4 litros de cilindrada y 95 CV de potencia máxima, y el turbodiésel Multijet de 1.9 litros y 140 CV estrenado anteriormente por el Alfa Romeo 147. En noviembre de 2004 se añade también a la gama diésel un motor 1.9 JTD de 100 CV, mientras debuta la versión limitada Stilo Schumacher, dedicada al siete veces campeón de Fórmula 1, Michael Schumacher.
En el año 2007, debido a la aparición del reemplazante del Stilo, el Fiat Bravo, en Europa Occidental permanecen únicamente las variantes del Stilo con motor turbodiésel Multijet de 1.9 litros y 120 CV de potencia y el tres puertas con motor gasolina 1.4 16v de 95 CV.

### Gasolina
- 1.2 FIRE 16V (80 CV)
- 1.4 FIRE 16V (95 CV)
- 1.6 16V (103 CV)
- 1.6 16V (105 CV) desde 2006 (originario de General Motors)
- 1.8 16V (133 CV) ( Motor Fiat)
- 2.4 20V (170 CV)

### Diésel
- 1.9 JTD (80 CV)
- 1.9 JTD MultiJet (100 CV) desde 2005
- 1.9 JTD (115 CV)
- 1.9 JTD Multijet (120 CV) desde 2005
- 1.9 16V JTD Multijet (140 CV)
- 1.9 16V JTD Multijet (150 CV) sólo versiones Schumacher
- Véase también: Motores Fiat Group Automobiles

### Tabla resumen de mecánicas

#### Europa
| Mecánica       | Inicio | Fin  | Familia | Tecnología     | Comb.    | Cil. | Cubicaje (cc.) | Vál. | Potencia (CV/ rpm) | Par (Nm/ rpm) | Vel. máx. (km/h) | Aceleración 0-100 km/h (s) | Consumo (l/100km) | Emisión CO2 (g/km) | Transmisión                    | Rel. |
| -------------- | ------ | ---- | ------- | -------------- | -------- | ---- | -------------- | ---- | ------------------ | ------------- | ---------------- | -------------------------- | ----------------- | ------------------ | ------------------------------ | ---- |
| 1.2            | 2002   | 2003 | FIRE    |                | Gasolina | 4L   | 1242           | 16   | 80/ 5000           | 114/ 4000     | 172              | 13,4                       | 6,3               | 149 EURO 4         | Delantera Manual               | 5    |
| 1.4            | 2004   |      | FIRE    |                | Gasolina | 4L   | 1368           | 16   | 95/ 5800           | 128/ 4500     | 180              | 12                         | 6,5               | 153 EURO 4         | Delantera Manual               | 5    |
| 1.6            | Debut  | 2005 | Torque  |                | Gasolina | 4L   | 1596           | 16   | 103/ 5750          | 145/ 4000     | 183              | 10,9                       | 7,5               | 176 EURO 4         | Delantera Manual               | 5    |
| 1.6            | 2005   |      | Ecotec  |                | Gasolina | 4L   | 1598           | 16   | 105/ 6200          | 150/ 3900     | 185              | 12                         | 6,7               | 159 EURO 4         | Delantera Manual               | 5    |
| 1.8            | Debut  | 2003 |         |                | Gasolina | 4L   | 1747           | 16   | 133/ 6400          | 162/ 3500     | 203              | 9,5                        | 8,0               | 190 EURO 4         | Delantera Manual               | 5    |
| 2.4            | 2003   | 2003 |         |                | Gasolina | 5L   | 2446           | 20   | 170/ 6000          | 221/ 3500     | 217              | 8,5                        | 9,7               | 190 EURO 4         | Delantera Manual               | 5    |
| 2.4 Seleespeed | Debut  | 2003 |         |                | Gasolina | 5L   | 2446           | 20   | 170/ 6000          | 221/ 3500     | 217              | 8,5                        | 9,7               | 231 EURO 4         | Delantera automática Selespeed | 5    |
| 1.9 JTD        | 2002   | 2003 | JTD     | UniJet Turbo   | Gasóleo  | 4L   | 1910           | 8    | 80/ 4000           | 196/ 1500     | 172              | 12,9                       | 5,5               | 144 EURO 3         | Delantera Manual               | 5    |
| 1.9 JTDm       | 2005   |      | JTD     | MultiJet Turbo | Gasóleo  | 4L   | 1910           | 8    | 100/ 4000          | 200/ 2000     | 183              | 11,6                       | 5,3               | 144 EURO 5         | Delantera Manual               | 5    |
| 1.9 JTD        | Debut  | 2001 | JTD     | UniJet Turbo   | Gasóleo  | 4L   | 1910           | 8    | 115/ 4000          | 255/ 2000     | 192              | 10,3                       | 5,4               | 140 EURO 3         | Delantera Manual               | 5    |
| 1.9 JTDm       | 2005   |      | JTD     | MultiJet Turbo | Gasóleo  | 4L   | 1910           | 8    | 120/ 4000          | 255/ 2000     | 194              | 10,7                       | 5,3               | 139 EURO 4         | Delantera Manual               | 5    |
| 1.9 JTDm       | 2003   | 2005 | JTD     | MultiJet Turbo | Gasóleo  | 4L   | 1910           | 16   | 140/ 4000          | 305/ 2000     | 200              | 9,8                        | 5,6               | 150 EURO 3         | Delantera Manual               | 6    |
| 1.9 JTDm       | 2005   |      | JTD     | MultiJet Turbo | Gasóleo  | 4L   | 1910           | 16   | 150/ 4000          | 305/ 2000     | 209              | 8,8                        | 5,6               | 148 EURO 4         | Delantera Manual               | 6    |

#### Sudamérica
| Mecánica          | Inicio | Fin  | Familia | Tecnología   | Comb.             | Cil. | Cubicaje (cc.) | Vál. | Potencia (CV/ rpm) | Par (Nm/ rpm) | Vel. máx. (km/h) | Aceleración 0-100 km/h (s) | Consumo carretera (km/l) | Emisión CO2 (g/km) | Transmisión                   | Rel. |
| ----------------- | ------ | ---- | ------- | ------------ | ----------------- | ---- | -------------- | ---- | ------------------ | ------------- | ---------------- | -------------------------- | ------------------------ | ------------------ | ----------------------------- | ---- |
| 1.8 (Argentina)   | 2005   | 2010 |         | Powertrain   | Gasolina          | 4L   | 1796           | 8    | 105 /5400          | 173 /2800     | 181.9            | 11.96                      | 13.37                    |                    | Delantera Manual              | 5    |
| 1.8               | 2002   | 2006 |         |              | Gasolina          | 4L   | 1795           | 8    | 103/ 5250          | 173/ 3200     | 174              | 13.8                       | 12.5                     |                    | Delantera Manual              | 5    |
| 1.8               | 2002   | 2006 |         |              | Gasolina          | 4L   | 1795           | 16   | 122/ 5600          | 177/ 3600     | 186.5            | 17.7                       | 12.4                     |                    | Delantera Manual              | 5    |
| 2.4               | 2003   |      |         | FiveTech     | Gasolina          | 5L   | 2446           | 20   | 167/ 5750          | 232/ 3500     | 205              | 9,7                        | 10,8                     |                    | Delantera Manual              | 5    |
| 1.9 JTD           | 2002   |      | JTD     | UniJet Turbo | Gasóleo           | 4L   | 1910           | 8    | 115/ 4000          | 255/ 2000     | 192              | 10,3                       | 5,4                      | 140                | Delantera Manual              | 5    |
| 1.8 Flex          | 2006   |      |         | FlexFuel     | Etanol o gasolina | 4L   | 1796           | 8    | 114/ 5500          | 188/ 2800     | 190              | 10.7                       | 16.3                     |                    | Delantera Manual              | 5    |
| 1.8 Flex Dualogic | 2008   |      |         | FlexFuel     | Etanol o gasolina | 4L   | 1796           | 8    | 114/ 5500          | 188/ 2800     | 172              | 14.4                       | 11.4                     |                    | Delantera automática Dualogic | 5    |

## Seguridad
- Véase también: Centro Sicurezza Fiat

### Activa
ABS + EVA + BAS
ASR + MSR
ESP
Radar Cruise Control.
Luces de aparcamiento.
Luces de apertura de seguridad en puertas.
Luces de posición con doble lámpara en todas las ópticas.

### Pasiva
Carrocería autoportante con zonas de deformación programada, barras laterales de seguridad antintrusión, doble circuito de frenos cruzados, columna de la dirección colapsable, pedalier antiatrapamiento con ruptura preestablecida, asientos antisubmarining, asientos con anclajes Isofix,
6 Airbags de serie en toda la gama (delanteros, laterales y de cortina), los delanteros MultiStage con sensor OCS (Multi-etapa con sensor de ocupación y peso), con opción a desactivar el del ocupante. En opción para las plazas traseras laterales airbags y pretensores pirotécnicos.
Cinturones de cinco puntos con limitador de esfuerzo en las cuatro plazas laterales; y regulación de altura y pretensores pirotécnicos en las delanteras. Opcionalmente en las traseras laterales, con la opción de airbags laterales, pretensores pirotécnicos.
Cinco reposacabezas, todos regulables en altura e inclinación, escamoteables los traseros.
FPS. (Fiat Fire Prevention System). Prevención antiincendio con desactivación automática de la batería en caso de accidente.

## Equipamiento
Los Fiat Stilo, disponen de un equipamiento en el segmento C, de serie; muy superior al resto de sus rivales, y propio de segmentos superiores como lo son, los seis airbags, delanteros; de fase doble (actúan según el peso de sus ocupantes), laterales y de cortina; la dirección asistida eléctrica Dualdrive con dos opciones de desmultiplicación, el control de tracción (TCS) y estabilidad (EBD), ordenador de a bordo con control de crucero, Follow me home, así como otro mucho equipamiento disponible en opción; encendido de faros y limpiaparabrisas automáticos, radio con reproductor de CD en formato MP3, cambio secuencial, climatizador bizona, faros de xenón o sistema CONNECT compuesto por navegador, reproductor de música, teléfono GSM con navegador WAP, reproductor de música, llamada de emergencia en caso de accidente .
Estos sistemas electrónicos de control (CPU's), y los cuadros de control (velocímetro, odómetro y tacómetro que son conformados junto a otros diversos indicadores); son fabricados por VISTEON. -(Filial del grupo FORD de componentes)- quien suministra a diferentes grupos industriales de la automoción, con todo lo que ello supone, de fallos y erratas).

### De serie
- Guantera principal de grandes dimensiones dotada de cierre con llave.
- Aviso de velocidad.
- Termómetro exterior.
- Cierre de puertas automático superada cierta velocidad o tras abrirse el vehículo si no se ha abierto ninguna puerta.
- Desactivación de las luces de cortesía, guanteras y radio pasado cierto tiempo.
- Toma de corriente en el maletero.
- Asiento del conductor regulable en altura y apoyo lumbar.
- Volante regulable en altura/inclinación y profundidad.
- Fiat CODE
- En la versión MultiWagon, luneta del maletero operable independientemente.
- Limpiaparabrisas con varias frecuencias de barrido en función a la velocidad, regulable la frecuencia de barrido intermitente y activación automática del trasero al engranar la marcha de retroceso. Función limpialavaparabrisas inteligente en lunas delantera y posterior.
- Climatización en las plazas traseras.
- Monitoreo del punto ciego.
- En el 3 puertas asientos con función Easy Entry con memoria.
- Toma de alimentación de 12 V en el habitáculo y el maletero. La primera con mechero.
- Luces antiniebla delanteras y traseras
- Nivelador de altura de luces
- Dirección asistida eléctrica Dualdrive con función City. Asistencia variable.
- Cierre centralizado con mando a distancia. Pulsando sobre el mando a distancia de forma continua se cierran o abren todas las puertas, ventanillas y si existe techo solar.
- My Car
- Pantalla multifunción alfanumérica.
- Radio CD con RDS
- Espejos exteriores eléctricos abatibles manualmente.
- Elevalunas delanteros con función "un toque" y sensor antipinzamiento.
- Follow me home
- Dos guanteras (refrigerada la superior), dos huecos portabotellas en el túnel de la transmisión, cajones bajo los asientos delanteros y bolsas en ambos respaldos, huecos portaobjetos en las puertas delanteras y traseras.
- Parasoles con espejo y luz de cortesía.
- Iluminación de cortesía en las plazas delanteras y traseras, con dos lectores de mapas en las plazas delanteras.
- En el Sportwagon, barras portaobjetos en el techo.

### En opción
- Alarma
- Asiento del acompañante regulable en altura y en apoyo lumbar.
- Tapicería de terciopelo
- Spoiler trasero
- Volante y cambio en piel.
- Llantas de aleación ligera.
- Ventanillas traseras eléctricas con sensor antipinzamiento.
- Pintura metalizada o micalizada.
- Cuadro de mandos con dos pantallas LCD y una principal de matriz activa reconfigurable.
- Arranque sin llave.
- E-call.
- En cinco puertas y SportWagon Asiento posterior reclinable por partes y ajustable longitudinalmente.
- Mandos de Radio CD y teléfono en el volante.
- Sky Window: Techo laminar operable eléctricamente.
- Aire acondicionado (Con guantera refrigerada)
- Cargador de CD.
- MP3
- Faros de Xenón.
- Climatizador dual con filtro AQS
- CONNECT / CONNECT Nav / CONNECT Nav Plus
- Radar Cruise Control
- Asiento delantero del pasajero reclinable, formando una mesa con portabotellas.
- Asiento trasero con sillas infantiles escamoteables en las plazas laterales.
- Apoyabrazos delantero con hueco portaobjetos.
- Asiento trasero con trampilla de acceso al maletero, apoyabrazos trasero con hueco portaobjetos y dos portabotellas escamoteables.
- Asientos delanteros eléctricos, con memoria y calefactables. Con la opción Easy Go, regulación automática específica para cada llave.
- Calefactor para climas fríos.
- Tapicería de cuero
- Easy Go
- Sensor de luces
- Sensor de limpiaparabrisas
- Sensores de aparcamiento delantero y trasero
- Sistema de audio BOSE
- Fix and GO

## Versiones

### Schumacher
En diferentes versiones se utilizó el apellido del campeón de la Scuderia Ferrari; Michael Schumacher Limited Edition, Abarth M. Schumacher Limited Edition y Schumacher GP Prodrive. 
La primera en aparecer fue una versión limitada de 3500 unidades en todo el mundo, denominada Fiat Stilo Michael Schumacher Limited edition (MSLE), para homenajear al 7 veces campeón del mundo de Fórmula 1 Michael Schumacher. Esta versión se comercializó en Europa con los motores diésel Multijet 16v de 140cv y 150cv, y en el resto del mundo (Iberoamérica especialmente) se comercializó como el Stilo Abarth M. Schumacher Limited Edition, con una motorización gasolina de 5 cilindros y 170cv, con cambio manual pilotado con mandos en el volante (denominado Selespeed).
Así, lo que estaba destinado a convertirse en una versión única del Stilo Abarth, es decir el Stilo MSLE, se convirtieron en dos versiones distintas, la estética Abarth se la llevó el Stilo MSLE con sus Multijet 16v 140cv/150cv, y el Stilo Abarth se quedó con la motorización de 5 cilindros en línea de 170cv, siendo el único que podía montar Selespeed.
Por otro lado, en Inglaterra, Prodrive se encargó de modificar el MSLE con la versión llamada Schumacher GP, con 200 unidades tan sólo de esta versión del MSLE GP, con motor 2.4 170cv y volante a la derecha, con importantes mejoras, tanto en suspensión (kit especial GP de Bilstein + muelles eibach), como acabados interiores y exteriores, donde destacaban unas llantas 18" OZ Superturismo y un tubo de escape doble de aluminio.

## Fiat Stilo fabricado en Brasil
El Fiat Stilo se comercializó en Brasil desde 2002, un año después de su estreno europeo. A diferencia de la versión europea, la sudamericana se caracterizó por tener sólo carrocería de 5 puertas (Chile fue la excepción en Sudamérica, al recibir desde Italia las versiones de 3 puertas y la Multiwagon).
El Stilo fabricado en la planta de Fiat Betim, en Brasil tiene la posibilidad de tener hasta 6 airbags, frenos ABS, control de tracción y estabilidad, frenos de discos en las 4 ruedas, el techo panorámico "SkyWindow", la dirección asistida electrónica Dualdrive y el climatizador automático "DualTemp", entre otros. Las versiones puestas a la venta en Brasil fueron la Stilo, básica con motor 1.8 8 válvulas de 103cv; Stilo 16V, intermedia con motor 1.8 16 válvulas de 122cv y la Abarth, equipada con el motor 2.4 20 válvulas de 165cv.
En países como Argentina y Chile se comercializaron versiones fabricadas en Brasil, pero equipadas con motores italianos, como el 1.8 16v de 133cv y el JTD de 115cv solo disponible en Argentina.
La gama brasileña también tuvo versiones especiales como la recientemente lanzada versión Stilo Blackmotion.
En 2008, Fiat Brasil lanzó un leve rediseño frontal y trasero para el Stilo. En la parte frontal cambia la forma del parachoques, incorporando luces antiniebla de forma independiente. En los laterales dispone de pequeñas aplicaciones cromadas en las molduras de puertas; y en la parte trasera los focos han sido modificados, además de modificaciones en la parte baja del parachoques. Interiormente, salvo nuevos diseños de tapizados y algunas piezas pintadas en color plata, no hay cambios.

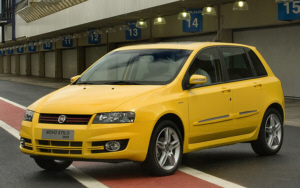
Modelo 2009

En 2009, el Stilo pasa a ser el primer Fiat brasileño en incorporar una transmisión secuencial, con la incorporación de la caja robotizada Dualogic, que también agregaba un sistema de comandos de caja en el volante. El 1 de octubre de 2009, Fiat Brasil lanzó una nueva versión del Stilo llamada Attractive, la cual se caracteriza por tener un equipamiento inferior al de otras versiones.

### Motorizaciones Gasolina
- 1.8 8V (103 CV) (originario de General Motors).
- 1.8 8V FLEX (110 CV Gasolina / 114 CV Etanol) (originario de General Motors) *Solo en Brasil.
- 1.8 16V (122 CV) (originario de General Motors).
- 1.8 16V (133 CV) *Solo Argentina, Chile y Costa Rica.
- 2.4 20V (165 CV) *Solo en Brasil.

### Motorizaciones Diésel
- 1.9 JTD 115 (115 CV) *Solo en Argentina.

## Fábricas
El Fiat Stilo se produjo desde 2001 en la fábrica de Fiat Cassino, Lacio y Fiat Mirafiori, Turín, ambas en Italia, en sus versiones tres puertas y cinco. El Station Wagon lo haría desde 2002. Desde Cassino se exportaba principalmente para el mercado europeo. En 2008 cesó su producción en todas sus versiones para dar paso, en las mismas líneas de producción, al Fiat Bravo de segunda generación, automóvil que lo sustituía y con el cual compartía su misma plataforma.
En Brasil, donde el Stilo se produjo únicamente en versión cinco puertas, la producción comenzó en la fábrica de Fiat Betim en 2003 y finalizó en 2010, momento en el que comenzó la producción del Fiat Bravo de segunda generación.

## Publicidad
Schumacher, Barichello, Totti, Operación triunfo.

## Curiosidades
A diferencia de lo visto en automóviles anteriores, el Fiat Stilo fue diseñado con unos innovadores grupos ópticos. El recubrimiento exterior de los faros delanteros y traseros es totalmente transparente, dejando ver el interior de los mismos. Además, para hacer identificable el modelo también de noche, en el Stilo de tres puertas con las luces encendidas se puede apreciar claramente en los pilotos traseros una gran forma de flecha apuntando al cielo ocupando todo el faro. Esto sucede independientemente de si se han activado las luces de posición, las de freno o las antinieblas traseras. Este efecto fue un guiño premeditado al modelo al que sustituía, el Fiat Bravo, el cual también presentaba unos grupos traseros innovadores diseñados para que encendidos se pudiera apreciar una forma similar a la de las señales de prohbición.